# Novooleksandrivka, Vesele
Novooleksandrivka (în ucraineană Новоолександрівка) este un sat în așezarea urbană Vesele din raionul Vesele, regiunea Zaporijjea, Ucraina.

## Demografie
Componența lingvistică a localității Novooleksandrivka
     Rusă (56,99%)
     Ucraineană (42,4%)
     Alte limbi (0,3%)
Conform recensământului din 2001, majoritatea populației localității Novooleksandrivka era vorbitoare de rusă (56,99%), existând în minoritate și vorbitori de ucraineană (42,4%).